# Isops phlegrei
Isops phlegrei är en svampdjursart som beskrevs av William Johnson Sollas 1862. Isops phlegrei ingår i släktet Isops, och familjen Geodiidae. Arten är reproducerande i Sverige.